# Urceolus cyclostomus
Urceolus cyclostomus is een soort in de taxonomische indeling van de Euglenozoa. Deze micro-organismen zijn eencellig en meestal rond de 15-40 micrometer groot. Het organisme komt uit het geslacht Urceolus en behoort tot de familie Peranemaceae. Urceolus cyclostomus werd in 1879 ontdekt door Stein Mereszkowski.